# Ocyptamus subchalybeus
Ocyptamus subchalybeus är en tvåvingeart som först beskrevs av Walker 1857.  Ocyptamus subchalybeus ingår i släktet Ocyptamus och familjen blomflugor. Inga underarter finns listade i Catalogue of Life.